# Iveta Korešová

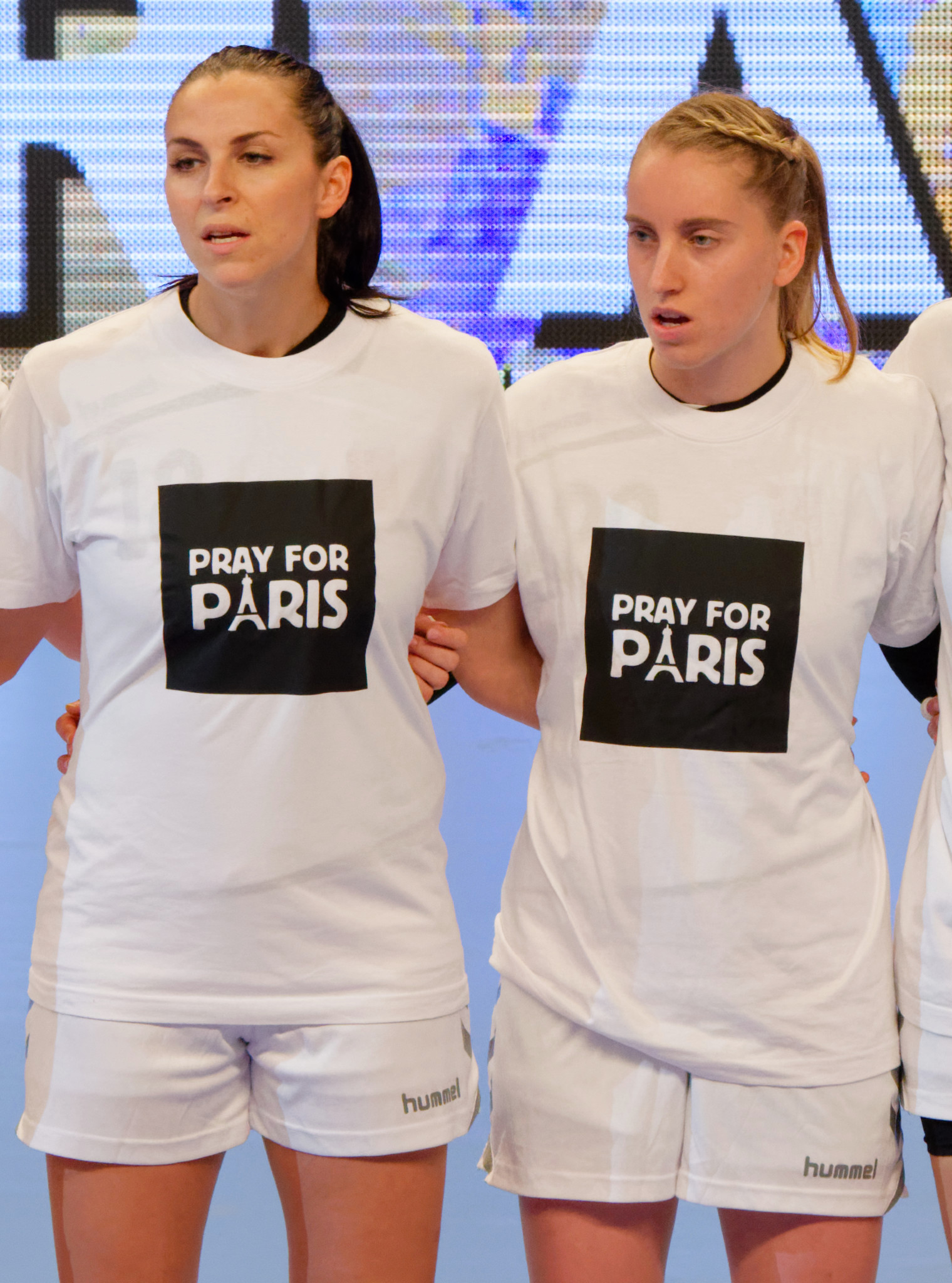
Avec sa compatriote Veronika Malá en 2015

Iveta Korešová, née Iveta Luzumová le 3 avril 1989 à Písek,  est une handballeuse tchèque. Elle évolue au poste de demi-centre ou d'arrière gauche avec l'équipe nationale de Tchéquie et dans le club allemand du Thüringer HC depuis la saison 2013-2014. Auparavant elle évoluait sous les couleurs de sa ville natale dans le club du Sokol Písek puis pendant une saison en France à Mios-Biganos.

## Palmarès

### En club
- championne d'Allemagne (5) en 2014, 2015, 2016 et 2018 (avec Thüringer HC)

### en équipe nationale
- 12e place au Championnat d'Europe 2012
- 15e place au Championnat du monde 2013
- 10e place au Championnat d'Europe 2016
- 8e place au Championnat du monde 2017
- 15e place au Championnat d'Europe 2018